# Karl Weise (Maler)

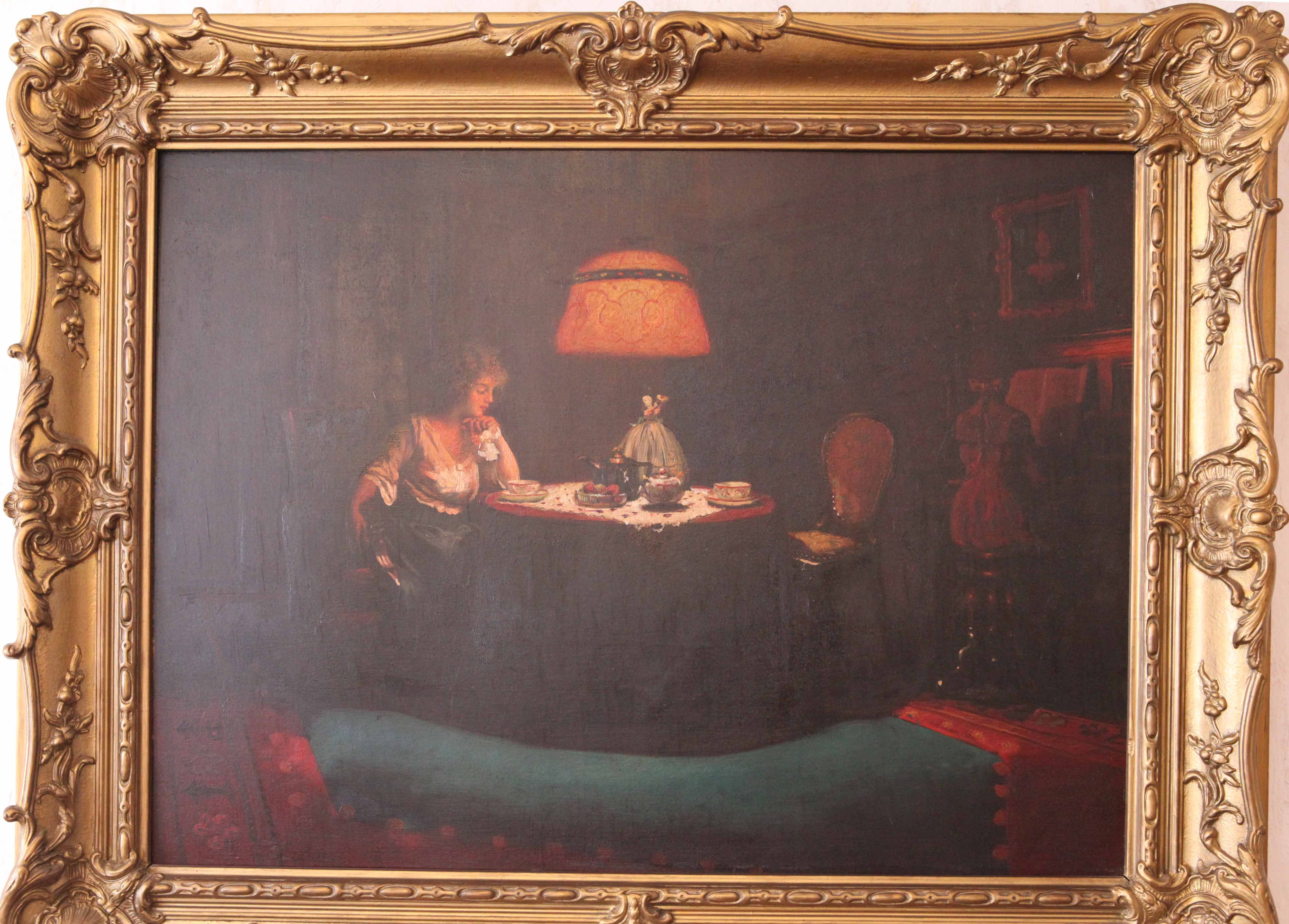
Karl Weise - Teestunde ggf. auch „Der Mutter Lied“

Karl Weise (* 31. Juli 1890 in Berlin; † 12. Februar 1947 in Greifswald) war ein deutscher Kunstmaler des 20. Jahrhunderts.

## Leben
Christian Hugo Karl Weise wurde am 31. Juli 1890 in Berlin als ältester Sohn eines aus der Gegend von Cottbus stammenden Gymnasialprofessors und seiner Ehefrau geboren. Nach einer Ausstellung von zeichnerischen Werken im Alter von 16 Jahren studierte er im Anschluss an das Abitur zehn Jahre an der Berliner Hochschule für die Bildenden Künste und der Königlichen Akademie der Künste, insbesondere bei Professor Raffael Schuster-Woldan, dessen Schwerpunkt das Porträt war.

## Wirken
Von 1921 bis zur Ausbombung im November 1943 betrieb er sein Atelier am Kurfürstendamm 196. Bis in die ersten Kriegsjahre entstanden hier unter anderem Porträts von Personen des öffentlichen Hauptstadt-Lebens: Schauspieler, Wirtschaftsführer, Politiker. Eine gewisse Beliebtheit genossen auch seine verschiedenen weiblichen Aktbilder. Viele Landschafts- und Wasserbilder schuf er an seinem zweiten Wohnsitz auf Rügen oder an den Gewässern rund um Berlin. Studienreisen führten ihn nach Dänemark, Jugoslawien, Italien (Rom, Neapel, Venedig, Palermo) und Spanien (Málaga). Zeitweilig unterrichtete er an der Kunstakademie in Málaga Malerei. Sein Malstil war traditionell, mehr noch als die Kreide liebte er Ölfarben als Mittel der Darstellung. An den Großen Deutschen Kunstausstellungen der nationalsozialistischen Zeit nahm er nicht teil.